# Schloss Grubhof (Hofkirchen)

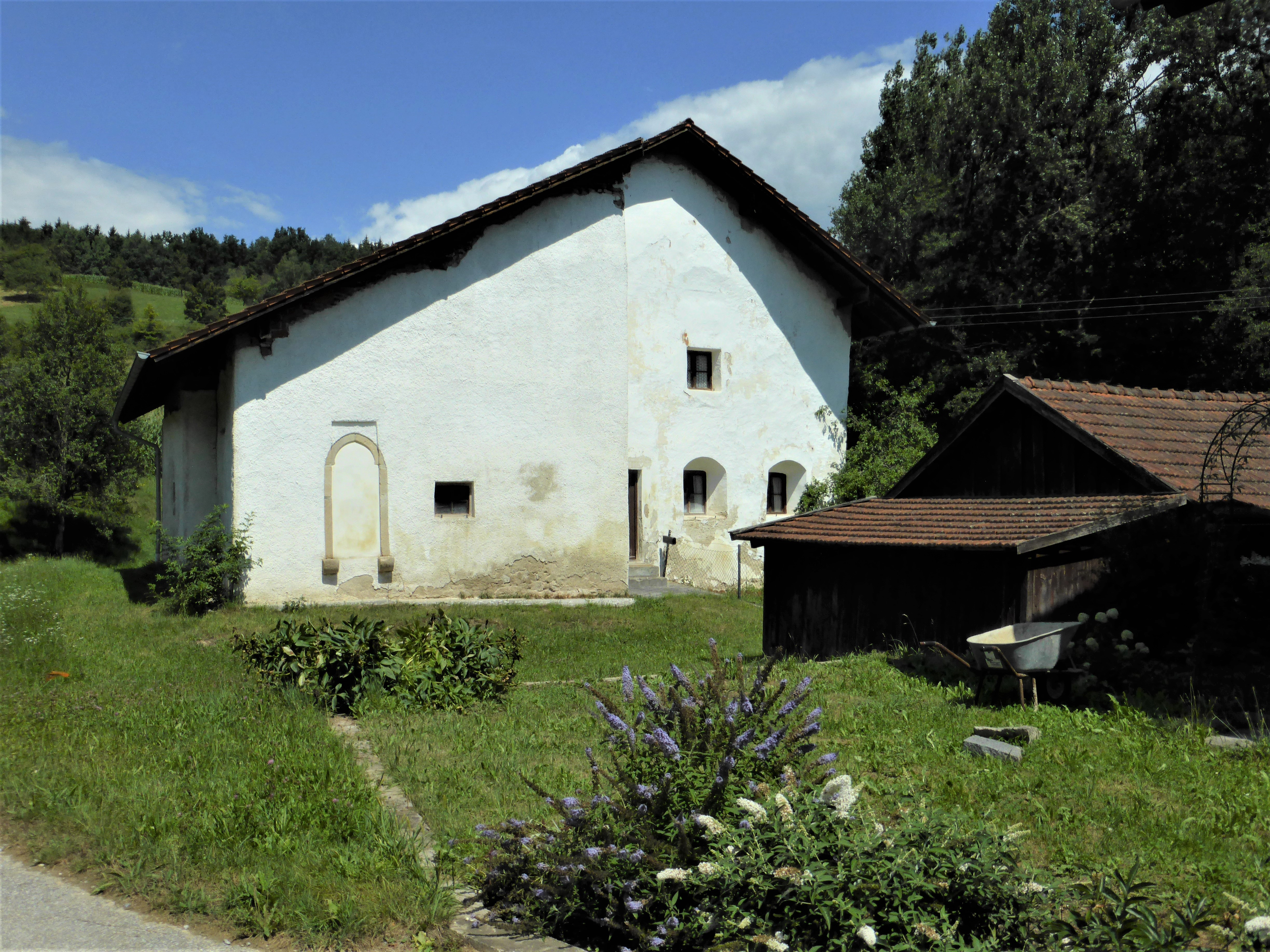
Schloss Grubhof (Hofkirchen)

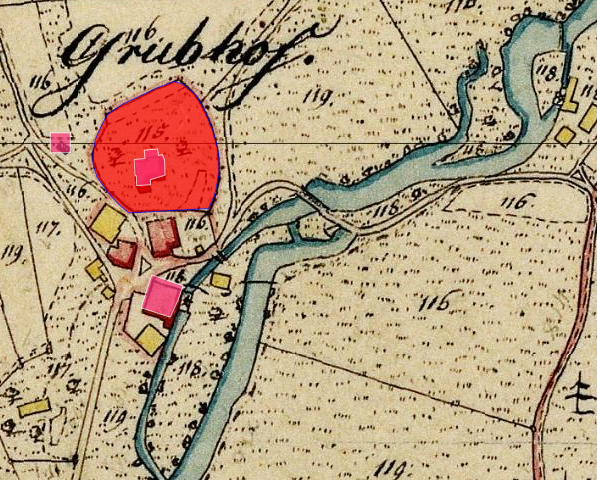
Lageplan von Schloss Grubhof auf dem Urkataster von Bayern

Das ehemalige Schloss Grubhof war ein Schloss in Grubhof, einem Ortsteil von Hofkirchen (Donau) im niederbayerischen Landkreis Passau. Die Reste des ehemaligen Schlosses sind heute in ein Bauernhaus mit Frackdach einbezogen.

## Baubeschreibung
Das ehemalige Schloss steht unter Denkmalschutz (Akten-Nummer D-2-75-127-18). Die Beschreibung des Bayerischen Landesamts für Denkmalpflege lautet:

„Grubhof 115. Ehem. Schloss, Reste der Ost- und Südfront sowie Teile des Torbaues, spätmittelalterlich; einbezogen in ein Bauernhaus mit Frackdach“

Die Anlage wird ferner als Bodendenkmal unter der Aktennummer D-2-7344-0339 mit der Beschreibung „untertägige spätmittelalterliche und frühneuzeitliche Befunde und Funde im Bereich des ehem. Hofmarkschlosses Grubhof“ geführt.